# Eosentomon francoisi
Eosentomon francoisi är en urinsektsart som beskrevs av Josef Nosek 1978. Eosentomon francoisi ingår i släktet Eosentomon och familjen trakétrevfotingar. Inga underarter finns listade i Catalogue of Life.